# Walter Brandmüller
Walter Brandmüller (Ansbach, 5. siječnja 1929.) njemački je prelat Katoličke Crkve i kardinal od 2010. godine. Bio je predsjednik Papinskog odbora za povijesne znanosti od 1998. do 2009. godine.
U rujnu 2016. Brandmüller je, zajedno s kardinalima Carlom Caffarrom, Raymondom Burkeom i Joachimom Meisnerom, predao papi Franji privatno pismo s pet dubia (pitanja) tražeći pojašnjenje različitih točaka doktrine u papinoj apostolskoj pobudnici Amoris laetitia. Prvi dubium odnosio se na primanje sakramenata od strane rastavljenih i ponovno vjenčanih; ostala četiri pitala su se o temeljnim pitanjima kršćanskog života i pozivala se na encikliku Veritatis splendor pape Ivana Pavla II.